# Canton de Cherbourg-en-Cotentin-5
Le canton de Cherbourg-en-Cotentin-5, précédemment appelé canton de Tourlaville, est une circonscription électorale française située dans le département de la Manche et la région Normandie.
À la suite du redécoupage cantonal de 2014, les limites territoriales du canton sont remaniées. Le nombre de communes du canton passe de 5 à 4.

## Géographie
Le canton présente un profil très diversifié : il allie urbanité (sur la côte, et les hauteurs de La Glacerie) et ruralité, logements sociaux et zone pavillonnaires, activités agricoles et grande présence de l'activité commerciale.
Économiquement, le canton allie les trois secteurs, disposant d'une industrie navale en bordure de l'agglomération cherbourgeoise (CMN-JMV Industries), un pôle de loisirs à Collignon, une activité agricole dans les terres, et les deux grandes zones commerciales de l'agglomération, à Tourlaville (Sauxmarais) et La Glacerie (Marettes - Banque à genêts), qui symbolisent une certaine rivalité entre les deux grandes communes, séparées depuis 1901, et politiquement opposées.

## Histoire
Ce canton a été créé en 1973 à partir de l'ancien canton d'Octeville.
Par décret du 25 février 2014, le nombre de cantons du département est divisé par deux, avec mise en application aux élections départementales de mars 2015. Le canton de Tourlaville est conservé mais est réduit de 5 à 4 communes.
À la suite du décret du 5 mars 2020, le canton prend le nom de son bureau centralisateur, Cherbourg-en-Cotentin.

## Représentation

### Représentation avant 2015
| Période | Période | Identité        | Étiquette | Qualité                                                                                                 |
| ------- | ------- | --------------- | --------- | --- |
| 1973    | 1994    | Georges Fatôme  | PS        | Charpentier-tôlier à l'arsenal maire de Tourlaville (1947-1995) conseiller régional président de la CUC |
| 1994    | 2008    | Roland Sourisse | PS        | Dessinateur industriel retraité                                                                         |
| 2008    | 2015    | André Rouxel    | PS        | Dessinateur industriel à l'arsenal, retraité maire de Tourlaville (1995-2012)                           |

Le canton est détenu depuis sa création, par le Parti socialiste. En 1994, Roland Sourisse succède à Georges Fatôme.
En mars 2001, les candidats étaient Olivier Bidou (Planète écologie), Joël Bosvy (PC), Roland Sourisse (PS), Christian Lerouvillois (LO), Paul Goureman (Tourlaville Écologie), et Michel Baupin (Démocratie libérale). Le candidat socialiste, conseiller général sortant, recueille au second tour 71,7 % des suffrages, contre Michel Baupin.
En mars 2008, à la suite de la déclaration de Roland Sourisse de ne pas se représenter, André Rouxel, maire de Tourlaville, s'est porté candidat pour le Parti socialiste.
Avant les élections législatives de 2012, le canton participe à l'élection du député de la cinquième circonscription de la Manche, de la quatrième après le redécoupage des circonscriptions.

### Représentation à partir de 2015
| Période élective | Période élective | Mandat | Mandat   | Identité         | Nuance | Nuance | Qualité                                                            |
| ---------------- | ---------------- | ------ | -------- | ---------------- | ------ | ------ | ------------------------------------------------------------------ |
| 2015             | 2021             | 2015   | 2021     | Madeleine Dubost |        | PS     | Retraitée ancienne maire adjointe de Tourlaville                   |
| 2015             | 2021             | 2015   | 2021     | Gilles Lelong    |        | PS     | Employé territorial conseiller municipal de Cherbourg-en-Cotentin  |
| 2021             | 2028             | 2021   | en cours | Stéphanie Coupé  |        | DVG    | Professeure d'EPS Conseillère municipale de Cherbourg-en-Cotentin. |
| 2021             | 2028             | 2021   | en cours | Gilles Lelong    |        | PS     | Adjoint au maire de Cherbourg-en-Cotentin                          |

### Résultats détaillés

#### Élections de mars 2015
À l'issue du 1er tour des élections départementales de 2015, deux binômes sont en ballottage : Madeleine Dubost et Gilles Lelong (PS, 30,1 %) et Hervé Feuilly et Emmanuelle Peyroux (UMP, 26,78 %). Le taux de participation est de 49,32 % (7 230 votants sur 14 659 inscrits) contre 50,67 % au niveau départemental et 50,17 % au niveau national.
Au second tour, Madeleine Dubost et Gilles Lelong (PS) sont élus avec 52,11 % des suffrages exprimés et un taux de participation de 48,01 % (3 317 voix pour 7 035 votants et 14 654 inscrits).

#### Élections de juin 2021
Le premier tour des élections départementales de 2021 est marqué par un très faible taux de participation (33,26 % au niveau national). Dans le canton de Cherbourg-en-Cotentin-5, ce taux de participation est de 28,23 % (4 261 votants sur 15 095 inscrits) contre 32,67 % au niveau départemental. À l'issue de ce premier tour, deux binômes sont en ballottage : Stéphanie Coupé et Gilles Lelong (DVG, 37,34 %) et Philippe Coutanceau et Karine Hébert (DVC, 30,12 %).
Le second tour des élections est marqué une nouvelle fois par une abstention massive équivalente au premier tour. Les taux de participation sont de 34,36 % au niveau national, 32,63 % dans le département et 28,45 % dans le canton de Cherbourg-en-Cotentin-5. Stéphanie Coupé et Gilles Lelong (DVG) sont élus avec 56,56 % des suffrages exprimés (2 247 voix pour 4 295 votants et 15 098 inscrits),,. 

## Composition

### Composition avant 2015

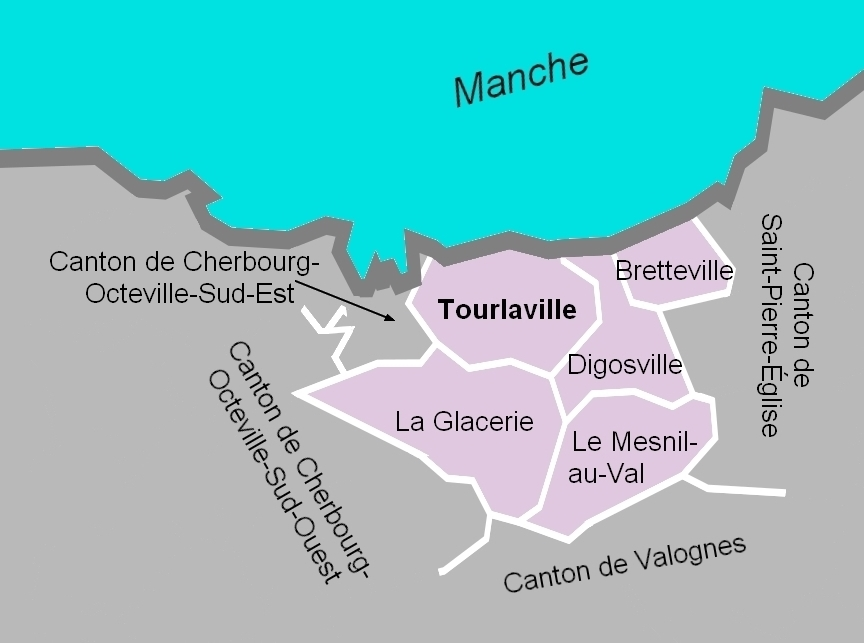
La carte des communes du canton. Les cantons limitrophes étaient ceux de Saint-Pierre-Église, de Valognes, de Cherbourg-Octeville-Sud-Ouest et de Cherbourg-Octeville-Sud-Est.

Créé en 1973 par démembrement du celui d'Octeville, le canton de Tourlaville regroupait cinq communes.
| Nom                     | Code Insee | Codepostal | Superficie (km2) | Population (dernière pop. légale) | Densité (hab./km2) |
| ----------------------- | ---------- | ---------- | ---------------- | --------------------------------- | ------------------ |
| Tourlaville (chef-lieu) | 50602      | 50110      | 17,19            | 15 910 (2010)                     | 926                |
| Bretteville             | 50077      | 50110      | 5,78             | 1 069 (2012)                      | 185                |
| Digosville              | 50162      | 50110      | 9,27             | 1 511 (2012)                      | 163                |
| La Glacerie             | 50203      | 50470      | 18,70            | 5 691 (2012)                      | 304                |
| Le Mesnil-au-Val        | 50305      | 50110      | 13,34            | 687 (2012)                        | 51                 |

À la suite du redécoupage des cantons pour 2015, les communes à l'exception de La Glacerie sont rattachées au nouveau canton de Tourlaville. La Glacerie est intégré au canton de Cherbourg-Octeville-2.

#### Modification de territoires communaux
Le canton de Tourlaville n'incluait dans son territoire antérieur à 2015 aucune commune supprimée depuis la création des communes sous la Révolution, le seul changement notable de limite communale étant en 1901 la création de la commune de La Glacerie en prélèvement sur le territoire de Tourlaville.

### Composition après 2015
Lors du redécoupage de 2014, le canton de Tourlaville comprenait quatre communes entières.
À la suite de la création de la commune de Cherbourg-en-Cotentin par fusion de cinq communes au 1er janvier 2016, le canton est désormais composé de trois communes entières et d'une fraction de commune (l'ancienne commune de Tourlaville).
| Nom                                           | Code Insee | Intercommunalité | Superficie (km2) | Population (dernière pop. légale)                | Densité (hab./km2) | Modifier                                    |
| --------------------------------------------- | ---------- | ---------------- | ---------------- | ------------------------------------------------ | ------------------ | ------------------------------------------- |
| Cherbourg-en-Cotentin (bureau centralisateur) | 50129      | CA du Cotentin   | 68,54            | Fraction : 15 933 (2022) Commune : 78 028 (2022) | 1 138              | modifier les données · modifier les données |
| Bretteville                                   | 50077      | CA du Cotentin   | 5,78             | 1 006 (2022)                                     | 174                | modifier les données · modifier les données |
| Digosville                                    | 50162      | CA du Cotentin   | 9,27             | 1 665 (2022)                                     | 180                | modifier les données · modifier les données |
| Le Mesnil-au-Val                              | 50305      | CA du Cotentin   | 13,34            | 727 (2022)                                       | 54                 | modifier les données · modifier les données |
| Canton de Cherbourg-en-Cotentin-5             | 5024       |                  |                  | 19 331 (2022)                                    |                    | modifier les données                        |

## Démographie

### Démographie avant 2015
| 1975   | 1982   | 1990   | 1999   | 2006   | 2011   | 2012   |
| ------ | ------ | ------ | ------ | ------ | ------ | ------ |
| 18 938 | 23 448 | 25 966 | 26 039 | 24 887 | 24 670 | 24 826 |

### Démographie depuis 2015
En 2022, le canton comptait 19 331 habitants, en évolution de +0,43 % par rapport à 2016 (Manche : −0,31 %, France hors Mayotte : +2,11 %).
| 2013   | 2018   | 2022   |
| ------ | ------ | ------ |
| 19 182 | 19 396 | 19 331 |